# 흰배지빠귀
흰배지빠귀(영어: pale thrush, 학명: Turdus pallidus)는 참새목 지빠귀과에 속하는 새이다.

## 생김새

### 수컷
머리에서 멱까지 회갈색이고 몸윗면이 엷은 갈색이다. 몸아랫면은 백색이다.

### 암컷
수컷보다 색이 엷고 멱에 갈색 줄무늬가 있다. 턱선이 갈색이다.

## 서식지
우수리, 아무르천 하류, 한국에서 번식하고 한국 남부, 대만, 중국 동남부, 일본 등에서 월동한다. 평지나 산지의 산림이나 공원 등에서 서식한다.